# Jasmina (film)
Jasmina – bośniacki film fabularny z roku 2010 w reżyserii Nedžada Begovicia.

## Opis fabuły
Fabularny debiut Nedžada Begovicia. W czasie wojny w Bośni młoda lekarka Naida decyduje się wysłać swoją sześciomiesięczną córkę Jasminę poza oblężone Sarajewo. Jej opiekunką staje się cierpiąca na astmę babka Safa. Obie trafiają do konwoju humanitarnego i wydostają się z nim z Sarajewa do małego miasteczka na wybrzeżu Adriatyk. Ich nowym sąsiadem jest Stipe, alkoholik, który komplikuje życie uchodźców. Kiedy Safa umiera w szpitalu Stipe staje się nowym opiekunem małej Jasminy i traktuje to jak życiową misję. Kiedy w drzwiach domu pojawia się matka małej Jasminy, Stipe oddaje jej dziecko i zostaje sam.

## Obsada
- Zijah Sokolović jako Stipe
- Nada Djurevska jako Safa
- Amila Djikoli jako Jasmina
- Aleksandar Seksan jako Jure
- Zlatan Zuhrić-Zuhra jako Mate
- Ilija Zovko jako Ive
- Mediha Musliović jako Naida
- Mirvad Kurić jako Ahmed
- Amina Begović
- Josipa Grozdanić
- Almir Strbo
- Enes Zlatar
- Marijan Baković